# Mariene ecoregio Westelijk India
De Mariene ecoregio Westelijk India (103) (Engels: Western India marine ecoregion) is een biogeografische regio en ligt in het noorden van de Indische Oceaan in de Mariene provincie West- en Zuid-Indiaas Plat (21) in het Marien rijk Westelijke Indo-Pacific. De mariene ecoregio is vastgesteld door het World Wide Fund for Nature en The Nature Conservancy en is vernoemd naar India.
In het noordwesten grenst het gebied aan de mariene ecoregio Golf van Oman (91), in het zuiden aan de mariene ecoregio Malediven (105) en in het zuidoosten aan de mariene ecoregio Zuidelijk India en Sri Lanka (104).

## Geografie
De mariene ecoregio ligt in het noorden van de Indische Oceaan voor de zuidkust in het zuidoosten van Pakistan en de westkust van India. Het gebied ligt in de Arabische Zee en strekt zicht uit van Kund Malir in het noordwesten tot ten noorden van de stad Kollam, exclusief het Ashtamudi Lake. Het omvat onder andere de Rann of Kutch, de Golf van Kutch, de Golf van Khambhat en de Backwaters.
Door het gebied stroomt de West-Indische kuststroom.

## Biogeografie
Het gebied kent zeeleven dat houdt van tropische temperaturen.